# Eupithecia albirivata
Eupithecia albirivata är en fjärilsart som beskrevs av W. Warren 1904. Eupithecia albirivata ingår i släktet Eupithecia och familjen mätare. Inga underarter finns listade i Catalogue of Life.